# فيل نابليون
فيل نابليون (بالإنجليزية: Phil Napoleon)‏ هو قائد فرقة ‏ أمريكي، ولد في 2 سبتمبر 1901 في بوسطن في الولايات المتحدة، وتوفي في 1 أكتوبر 1990 في نورث ميامي في الولايات المتحدة.

## وصلات خارجية
- فيل نابليون على موقع IMDb (الإنجليزية)
- فيل نابليون على موقع ميوزك برينز (الإنجليزية)
- فيل نابليون على موقع أول ميوزيك (الإنجليزية)
- فيل نابليون على موقع ديسكوغز (الإنجليزية)